# Szynel (opowiadanie)

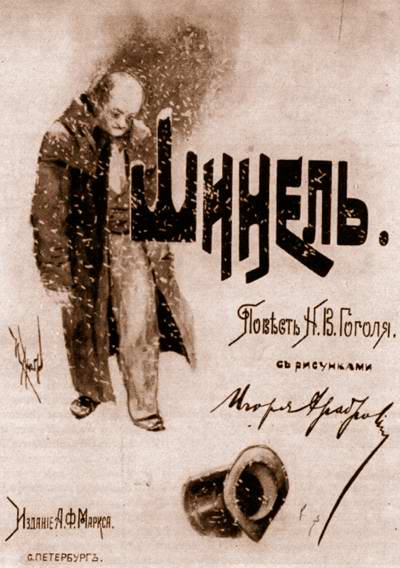
Szynel – okładka autorstwa Igora Grabara.

Szynel lub Płaszcz (ros. Шинель) – opowiadanie Nikołaja Gogola, opublikowane w 1842 roku. Utwór stanowił część cyklu Petersburskich opowiadań (ros. Петербургские повести).
Opowiadanie wywarło duży wpływ na literaturę rosyjską. Słynny cytat, mówiący, że „wszyscy wyszliśmy spod płaszcza Gogola”, ukazuje ogromną wagę utworu oraz autora dla XIX-wiecznych rosyjskich pisarzy realistycznych (słowa te często przypisuje się Fiodorowi Dostojewskiemu). Vladimir Nabokov nazwał Szynel najlepszym rosyjskim opowiadaniem.

## Fabuła
Głównym bohaterem utworu jest radca tytularny Akakiusz Akakiuszowicz Kamaszkin – cichy i do cna przykładny urzędnik, wyśmiewany często przez kolegów. Pewnego dnia zauważa on przetarcie na swoim szynelu i zanosi go do krawca. Ten jednak ze względu na opłakany stan płaszcza odmawia pomocy i proponuje zakup nowego. Ubogi urzędnik mimo braku środków ulega namowie krawca i postanawia uzbierać pieniądze na nowy szynel. Mimo licznych poświęceń, Akakiuszowi udaje się dokonać zakupu.
Kiedy urzędnik przychodzi do departamentu w nowym szynelu, podejście wobec niego zmienia się. Urzędnicy postanawiają urządzić przyjęcie, by uczcić nowy zakup Akakiusza. Urzędnik zjawia się wieczorem na imprezie, jednak czuje się na niej niepewnie i wychodzi przed końcem. W drodze powrotnej zostaje okradziony z szynela i pobity. Gdy zrozpaczony Akakiusz szuka pomocy, urzędnicy proponują, by udał się on do pewnej „znacznej osobistości”. Akakiusz za namową udaje się do owego dygnitarza, jednak ten krzyczy na niego i wypędza z gabinetu. Nazajutrz bohater popada w gorączkę i umiera.
Niedługo po śmierci Akakiusza rozchodzą się słuchy, że nocami w mieście ukazuje się upiór i w poszukiwaniu skradzionego szynela, obdziera wszystkich z płaszczy. Jeden z urzędników dostrzega w zjawie postać Akakiusza. Pewnej nocy Akakiusz-upiór nawiedza „znaczną osobistość”, która nie udzieliła mu wcześniej pomocy w sprawie z płaszczem. Zjawa zadowala się płaszczem dygnitarza. Od tego czasu widmo nie nawiedza już Petersburga.
Utwór kończy się przybyciem nowego upiora do innej części miasta.